# Сопвит камел
Сопвит F.1 камел (енгл. Sopwith F.1 Camel) је британски ловачки авион. Авион је први пут полетео 1916. године. 

Ово је један од најзначајнијих ловачких авиона Првог светског рата.
Највећа брзина авиона при хоризонталном лету је износила 182 km/h.
Распон крила авиона је био 8,53 метара, а дужина трупа 5,72 метара. Празан авион је имао масу од 421 килограма. Нормална полетна маса износила је око 658 килограма. Био је наоружан са два митраљеза 7,7 мм Викерс или једним Викерс и једним Луис или два Луис. Могао је да носи до четири бомбе (свака 11,3 кг) на подкрилним носачима.

## Наоружање
| Наоружање авиона: Сопвит       |                   |
| Ватрено (стрељачко) наоружање  |                   |
| Топ                            |                   |
| Митраљез                       |                   |
| Број и ознака митраљеза        | 2 Викерс или Луис |
| Калибар                        | 7,7               |
| Бомбардерско наоружање (бомбе) |                   |
| Класичне авио бомбе            | до 4 свака 11,3   |
| Ракетно наоружање (ракете)     |                   |